# Pseudogekko chavacano
Pseudogekko chavacano — вид геконоподібних ящірок родини геконових (Gekkonidae). Ендемік Філіппін. Описаний у 2014 році.

## Поширення і екологія
Pseudogekko chavacano є ендеміками півострова Замбоанга на заході острова Мінданао. Вони живуть в тропічних лісах, зокрема в заповіднику Пасонанка.